# Can Batlle (Garrigàs)
Can Batlle és un edifici al municipi de Garrigàs (Alt Empordà) inclosa en l'Inventari del Patrimoni Arquitectònic de Catalunya. Es tracta d'un edifici aïllat al costat de l'església de Santa Maria de Vilajoan, de grans dimensions, amb la façana principal orientada a migdia. La masia, que presenta un aspecte diferent del que devia tenir originalment, consta de planta baixa, pis i golfes, i té la coberta de teula a dues vessants. Hi ha dues portes d'accés, l'original, a la dreta, és d'arc de mig punt amb dovelles de pedra. A la dreta hi ha un altre accés al qual s'arriba a través d'una rampa. Les obertures del primer pis són rectangulars i corresponen a intervencions diverses, encara que totes elles presenten emmarcaments de pedra. A la banda esquerra hi ha una galeria d'arcs de mig punt. Les obertures del pis de les golfes són de punt rodó, amb resseguiment de maó. Can Batlle és una masia que segurament té el seu origen en el segle xvi, encara que posteriorment ha experimentat diverses reformes i ampliacions.